# Sông Omo
Sông Omo hay còn được gọi là Omo-Bottego là một con sông ở miền nam Ethiopia. Đây là con sống lớn nhất Ethiopia ngoài lưu vực Sông Nin. Lưu vực của nó hoàn toàn nằm trong lãnh thổ Ethiopia, và con sông đổ vào hồ Turkana trên biên giới với Kenya. Sông Omo là dòng chảy chính của lưu vực thoát nước lòng chảo nội lục Lưu vực Turkana.

## Địa lý
Con sông hình thành từ ngã ba của Sông Gibe và cho đến nay là nhánh hợp lưu lớn nhất của sông Omo và Wabe. Với kích thước, độ dài và dòng chảy của con sông thì người ta có thể coi sông Omo và Gibe là một, cùng một dòng nhưng có tên gọi khác nhau ở mỗi khu vực. Do đó, toàn bộ lưu vực sông này khi được gọi là lưu vực sông Omo-Gibe. Lưu vực này bao gồm một phần phía tây của vùng Oromia và trung tâm Vùng Các dân tộc Phương Nam.
Dòng chảy của nó nói chung là về hướng nam. Tuy nhiên với khúc cua về phía tây ở 7° Bắc 37° 30' Đông tới 36° Đông nó quay về phía nam cho đến 5° 30' Bắc, nơi nó tạo thành một khúc cong hình chữ S lớn rồi lại hướng về phía nam tới hồ Turkana. Theo các tài liệu công bố bởi Cơ quan Thống kê Trung ương Ethiopia, sông Omo-Bottego dài 760 km.
Trong suốt hành trình, con sông tạo thành các thác nước với tổng chiều cao là 700 mét từ ngã ba sông Gibe và Wabe ở độ cao 1060 mét cho đến 360 mét tại hồ Turkana và do đó, nó là dòng chảy nhanh ở thượng nguồn, sau đó bị phá vỡ bởi Kokobi và nhiều thác nước khác, điều hướng trong một khoảng cách ngắn trước khi đổ vào hồ Turkana, một hồ nước ở trong Đới tách giãn Gregory.
Sông Omo-Bottego hình thành ranh giới phía đông cho các vương quốc cũ của Janjero và Garo. Nó cũng chảy qua Vườn quốc gia Omo và Mago, nơi nổi tiếng với hệ động thực vật hoang dã. Nhiều loài động vật hoang dã sống gần và trong con sông như Hà mã, Cá sấu và cả Rắn.